# Thyridosmylus qianus
Thyridosmylus qianus är en insektsart som beskrevs av C.-k. Yang 1993. Thyridosmylus qianus ingår i släktet Thyridosmylus och familjen vattenrovsländor. Inga underarter finns listade i Catalogue of Life.